# 蒙蒂塞洛 (伊利諾伊州)
蒙蒂塞洛（英語：Monticello）是一個位於美國伊利諾伊州皮亞特縣的城市。根據2010年美國人口普查，該地人口為5548人，而該地的面積約為9.98平方千米。同時該地也是皮亞特縣的縣治。

## 地理
蒙蒂塞洛的座標為40°01′41″N 88°34′23″W / 40.02806°N 88.57306°W，而該地的平均海拔高度為201米（即660英尺）。